# Kelvajärvi
Kelvajärvi är en sjö i Gällivare kommun i Lappland och ingår i Kalixälvens huvudavrinningsområde. Sjön har en area på 2,81 kvadratkilometer och ligger 427,9 meter över havet. Kelvajärvi ligger i Torne och Kalix älvsystem Natura 2000-område. Sjön avvattnas av vattendraget Kelvajoki vars vatten så småningom når Vassaraälven.
Sjöns namn är finskt och kan på svenska översättas med Kavelsjön. Förleden har lånats från det svenska ordet och järvi betyder 'sjö'. På samiska heter sjön Gälvajávrre.

## Delavrinningsområde
Kelvajärvi ingår i det delavrinningsområde (744989-170460) som SMHI kallar för Utloppet av Kelvajärvi. Medelhöjden är 500 meter över havet och ytan är 29,17 kvadratkilometer. Räknas de 2 avrinningsområdena uppströms in blir den ackumulerade arean 37,21 kvadratkilometer. Vassaraälven (Toresjåkkå) som avvattnar avrinningsområdet har biflödesordning 3, vilket innebär att vattnet flödar genom totalt 3 vattendrag innan det når havet efter 254 kilometer. Avrinningsområdet består mestadels av skog (58 procent), sankmarker (19 procent) och kalfjäll (14 procent). Avrinningsområdet har 2,81 kvadratkilometer vattenytor vilket ger det en sjöprocent på 9,6 procent.